# Chiesa di San Clemente dei Danesi
(Iscrizione sul portale)
La chiesa anglicana di San Clemente dei Danesi (in inglese: Saint Clement Danes) si trova nella città di Westminster, Londra, in una delle isole spartitraffico dello Strand.

## Storia
La prima chiesa di San Clemente fu costruita nel IX secolo dai Danesi in un luogo imprecisato che si troverebbe fra la City e l'abbazia di Westminster, lungo il fiume Tamigi. Essa fu ricostruita prima da Guglielmo il Conquistatore, poi anche verso il Quattrocento. Quest'ultimo edificio fu demolito nel Seicento e ricostruito nel 1680-1682 su progetto di Christopher Wren, mentre il campanile fu aggiunto un secolo più tardi da James Gibbs. 

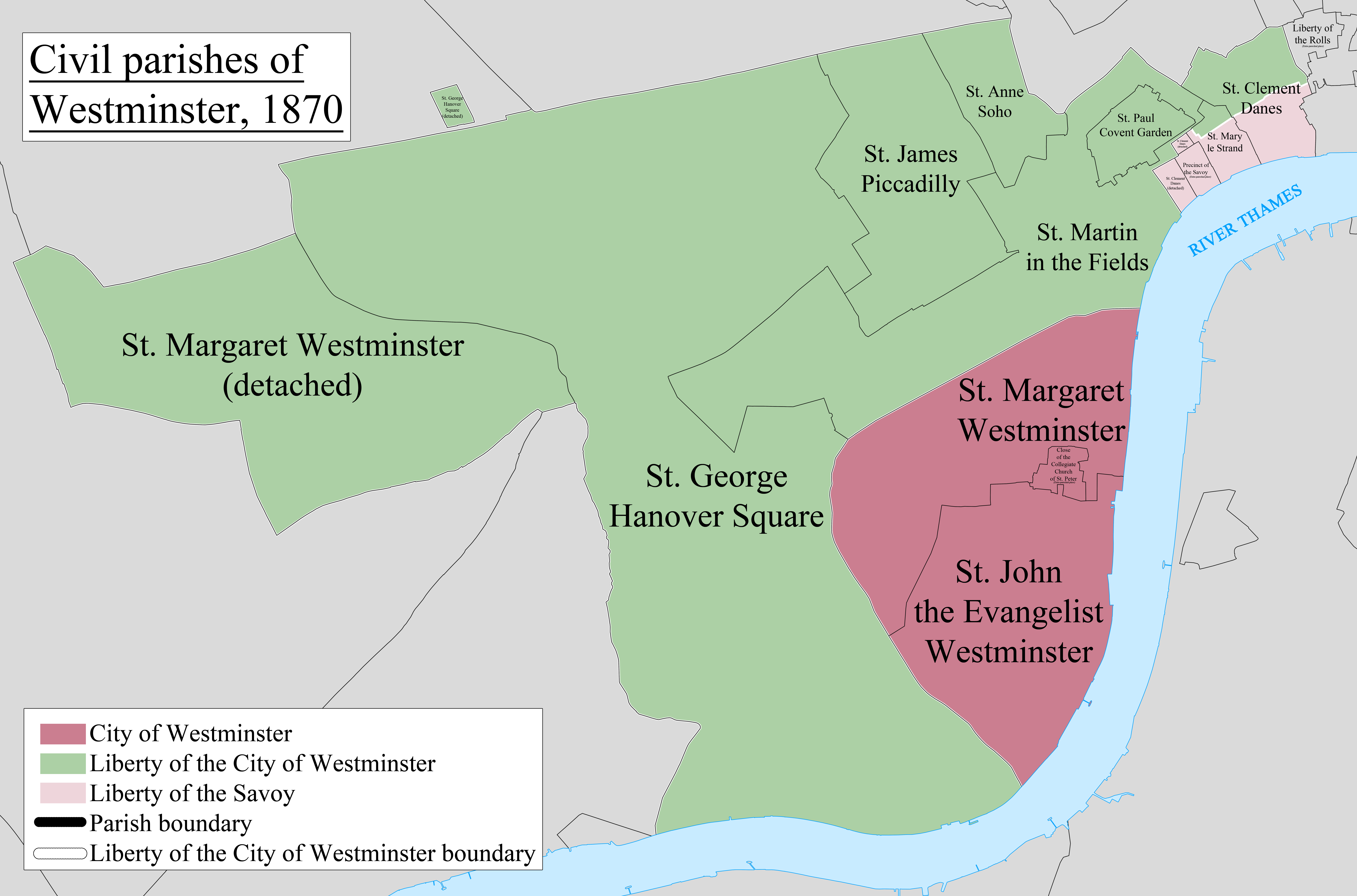
Mappa evidenziante il territorio parrocchiale

Nel XIX secolo, il rettore stato William Webb Ellis, il inventore del gioco di rugby. Durante il Blitz del 10 maggio 1941, la chiesa fu quasi completamente distrutta da un incendio ed è stata riconsacrata nel 1958; da allora è diventata la chiesa ufficiale della Royal Air Force.
Il suo territorio fu anche una parrocchia civile del territorio esterno di Westminster, e in parte della Liberty of the Savoy, fino a quando nel 1855 confluì nel distretto dello Strand.

## Descrizione

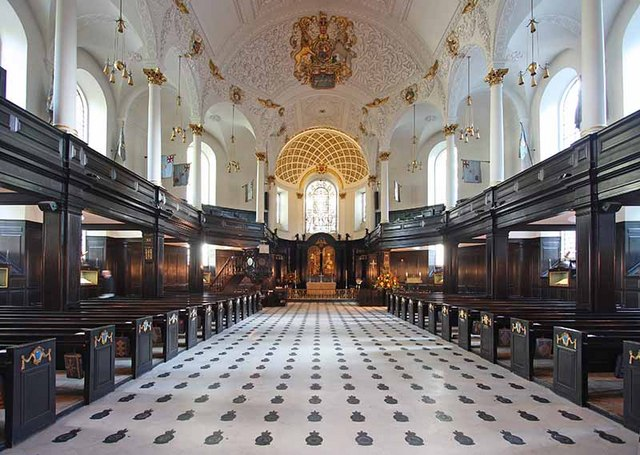
Interno

### Esterno
All'esterno la chiesa si presenta come un edificio su due piani (il che è deducibile dalle due file di finestra sovrapposte che si aprono nelle fiancate laterali) con una piccola abside sulla parete di fondo ed un alto campanile su quella d'ingresso. Proprio quest'ultimo è l'elemento più importante della struttura esterna ed anche il più recente: fu infatti costruito tra il 1719-1720 e non, come il resto della chiesa, nel Seicento. Alla base della torre, sotto una bifora, vi è il portale, che costituisce l'ingresso principale della chiesa.

### Interno
All'interno la chiesa è caratterizzata da spazi ampi e dilatati, accentuati dal colore chiaro delle pareti e della volta. Proprio quest'ultima fu decorata in stile barocco su disegno di Wren e presenta il grande stemma ligneo dipinto della Royal Air Force. Mentre sia nei matronei che nelle navate si trovano i banchi dove siede l'assemblea, nell'abside semicircolare vi sono una balaustra in ferro dorato e, la parte più importante della chiesa, l'altare in legno, su cui si trova un'"Annunciazione".

### Organo a canne
L'organo a canne della chiesa, situato sulla cantoria in controfacciata venne costruito dalla ditta organaria inglese Harrison & Harrison nel 1958 riutilizzando la cassa dello strumento precedente, realizzato da Father Smith nel 1690. L'organo è a trasmissione elettropneumatica, con consolle indipendente dotata di tre tastiere di 61 note ciascuna e pedaliera concavo-radiale di 30. Ha 38 registri.

## Galleria d'immagini

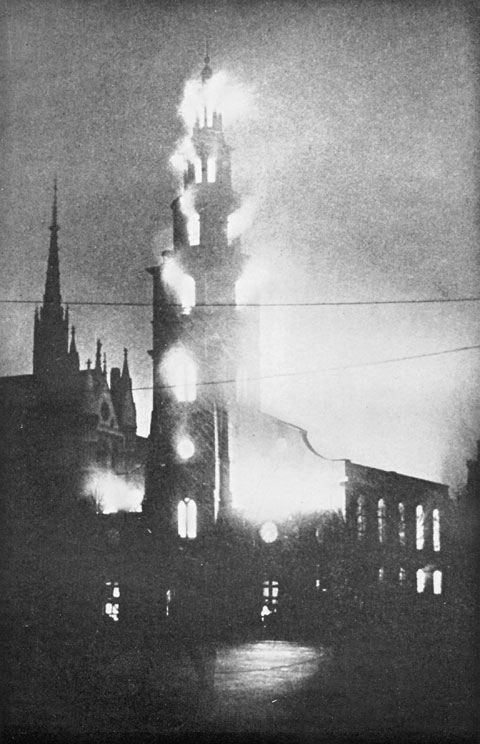
La chiesa mentre brucia durante il Blitz del 10 maggio 1941
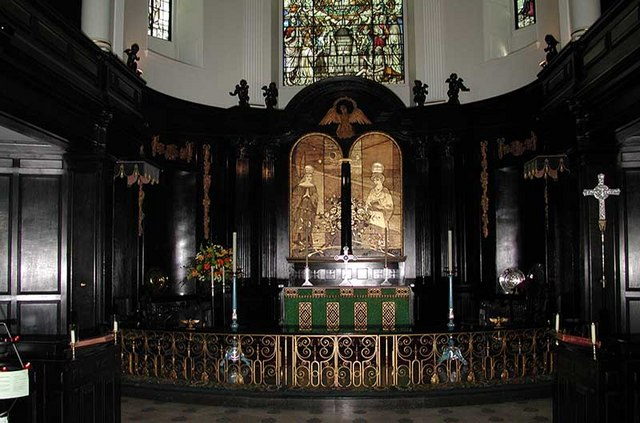
L'altare maggiore
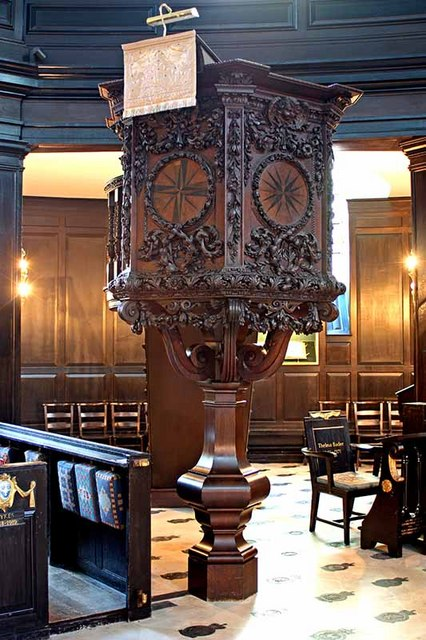
Il pulpito
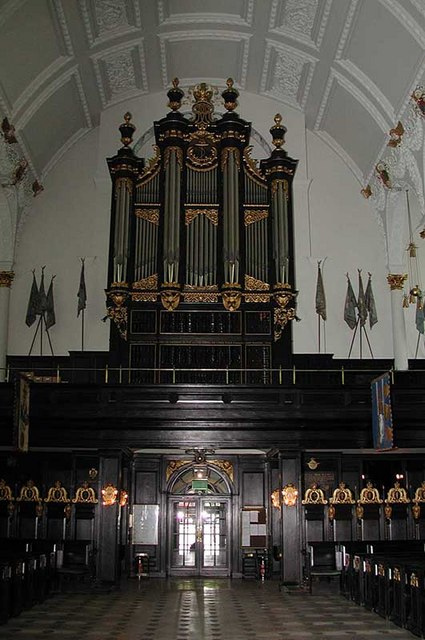
L'organo a canne